# Макогон, Павел Матвеевич
Па́вел Матве́евич Макого́н (13 января 1872, Павловка, Екатеринославская губерния — не ранее 1930) — член IV Государственной Думы от Екатеринославской губернии, крестьянин.

## Биография
Православный, крестьянин села Павловка Павловской волости Мариупольского уезда.
Окончил земскую народную школу. Занимался земледелием (56 десятин надельной и приобретённой земли).
На два трёхлетия избирался Павловским волостным старшиной и гласным Мариупольского уездного земства. Состоял членом уездной землеустроительной и ревизионной комиссий. Кроме того, был председателем кредитного товарищества и попечителем многих земских школ.
В 1912 году был избран в члены Государственной думы от Екатеринославской губернии съездом уполномоченных от волостей. Входил во фракцию Союза 17 октября, после её раскола — в группу земцев-октябристов. Состоял членом комиссий: по переселенческому делу, земельной и продовольственной. Был членом Прогрессивного блока.
В годы Первой мировой войны участвовал в работе Всероссийского земского союза. В мае 1916 года находился при 1-й армии в качестве помощника уполномоченного ВЗС.
6 марта 1917 года, после Февральской революции, назначен комиссаром Временного комитета Государственной думы и Временного правительства на Северном фронте. Побывал в Пскове и Риге. Затем был переведён комиссаром ВКГД и Временного правительства на Юго-Западный фронт, одновременно получив полномочия комиссара в Екатеринославской губернии.
После Октябрьской революции остался в СССР, жил в станице Невинномысской. 1 февраля 1930 года был арестован, затем выслан в Северный край на 10 лет. Дальнейшая судьба неизвестна.

## Семья
Был женат, имел восемь детей, один из них: 
- Иван, с началом Первой мировой войны пошел на фронт добровольцем. Окончил 2-ю Ораниенбаумскую школу прапорщиков, прапорщик 186-го пехотного Асландузского полка, убит 18 сентября 1916 года в бою у местечка Бережан в Галиции.[2][3]

## Награды
- Георгиевский крест 3-й степени (1917)
- Медаль «За усердие» на Станиславской ленте (1911)
- Медаль «В память 100-летия Отечественной войны 1812 г.»
- Медаль «В память 300-летия царствования дома Романовых» (1913)